# Szabó János (kanonok)
Szabó János, Alamizsnás (Esztergom, 1800. január 1. – Gödöllő, 1857. május 27.) bölcseleti és teológiai doktor, egyetemi tanár és kanonok.

## Élete
Szülővárosában 1811-től a grammatikai osztályokat, 1815–16-ban a humaniorákat végezve, Pozsonyban a növendékpapok közé lépett és 1816–17-ben a humaniorák II. osztályát ismételte. 1818–19-ben a nagyszombati érseki líceumban bölcselethallgató volt; végül a pesti központi szemináriumban 1819–24-ben a teológiát tanulta. 
1824. február 22-én miséspappá szenteltetett és Kürtön (Komárom megye) volt segédlelkész; innét 1825-ben a pesti központi szemináriumba hívták a növendékpapok tanulmányi felügyelőjének. 1830. márciustól a pesti egyetemen a teológiai tanszéken a bibliamagyarázat helyettes tanára, majd rendes tanár volt; később nagyváradi kanonok lett. Esztergomi főáldozó pap, illetve Pozsony vármegye és a Verebélyi szék táblabírája volt.
Cikke a Tudományos Gyűjteményben (1824. VIII. Csúz); a Religio és Nevelésben (1843. II. 9-10. sz.)

## Művei
- Adserta e disciplinis theologicis quae superatis rigorosis examinibus consentiente ill. ac rev. Praeside, et directore, annuente incl. facultate theologica in scientiarum universitate Hungarica pro gradu doctoris SS. Theologiae rite consequendo palam propugnanda suscepit... Mense Aug. 1828. Pestini.
- Irói orzásnak szemtelen tagadása az az czáfolata az írói rágalmazásnak. Hely és év n. (Cherrier Miklós ellen).
- Oldallapok ns. Zala vármegye fölírásához... a magyar igazság szeretetnek szentelvék. Pest, 1841.
- Észrevételek ns. Zólyommegye 1841-iki aug. 25-kén hozott határozatára... Tek. és tudós Horvát István úrnak a magyar nemzet eredetét fáradhatatlan szorgalommal fürkésző régiségek bölcs búvárának, barátságos hálája jeléül ajánlvák. Uo.
- Fölvilágosító jegyzések nemes Borsodmegyének 1841-ik évi Kis-Asszony hava 9. napján szóló körlevelére Uo. 1843.